# کونیار
کونیار (به مجاری:  Konyár) یک منطقهٔ مسکونی در مجارستان است که در ناحیه درچکه واقع شده‌است. کونیار ۴۱٫۷۰ کیلومتر مربع مساحت و ۲٬۱۸۳ نفر جمعیت دارد.

## خواهرخوانده
شهر مرگیته خواهرخواندهٔ کونیار هست.